# Saba Altinsaj
Saba Altinsaj (tur. Saba Altınsay; Čanakale 1961. godine.) je turska književnica, pisac romana, priča i eseja. Radila je kao marketing specijalista i menadžer za internacionalni lanac hotela Hilton u Turskoj, radila je i u nevladinoj organizaciji TESEV (Türkiye Ekonomik ve Sosyal Etüdler Vakfı), koja je osnovana 1994. godine, a trenutno radi kao savetnik za javne odnose. 

## Biografija
Saba Altinsaj je pohađala srednju školu Anadolija u Bornovi, kvart u Izmiru, a potom je nastavila školovanju u Ankari, gde je diplomirala na Fakultetu političkih nauka, odsek za komunikacije i marketing. Pored turskog, tečno govori engleski i nemački jezik. Interesovanje za književnost je razvila tokom studija, pa je sa dvadeset godina počela da piše kratke priče koje su bile objavljivane u književnim časopisima. Izdala je i dve novele, “Merhamet, Sevgi ve İşte Öylesine’’ i “Kimsecik“, koja je napisana na nemačkom jeziku. Napisala je i dva romana, “Kritimu/Girit`im Benim“, objavljen 2004. godine, na srpski preveden i izdat 2009. godine (Moj Krit”) i “Benim Hiç Suçum Yok“, objavljen 2011. godine. Saba Altinsaj je treća generacija porodice Yarmakamakis koja je izbegla sa Krita zbog razmene stanovništva između Grčke i Turske. Ibrahim Yarmakamakis, koji se iskrcao u Čanakale i tu uzeo prezime Altinsaj, je deda Sabe Altinsaj. 

## Stil pisanja
Jezik kojim se Saba Altinsaj koristi jeste narodni i moderan. Korišćenjem reči iz osmanskog jezika ne narušava se tečnost rečenica koje su duge, uglađene i lake za razumevanje. Najveći značaj pridaje vremenu i prostoru radnje, kao i opisima prirode, enterijera i eksterijera. Važnu ulogu igraju i istorija i geografija. Raznim stilskim figurama (metafora, komparacija, gradacija, sinestezija) pokušava što živopisnije da dočara ambijent. Saba Altinsaj sama ima ulogu posmatrača koji analizira odnos između pojedinca i društva, kao i način na koji jedno na drugo utiču. Svaki lik ima detaljan psihološki opis. Često koristi I motive folklora, sa kojima uspeva da postigne bajkovitu atmosferu. Uzori su joj Jašar Kemal i Ahmet Jorulmaz.

## Roman „Moj Krit”
Saba Altinsaj, koja je član treće generacije izbegličke porodice sa Krita, u romanu „Moj Krit” prikazuje proces koji je doveo do razmene stanovništva. U romanu je prikazan period između 1898. godine, kada je Krit dobio svoju autonomiju i 1923. godine kada je započela razmena stanovništva. U romanu su ispričane priče o kritskim hrišćanima i muslimanima, njihovim odnosima, o stavovima koje imaju jedni prema drugima, o njihovim prijateljstvima, neprijateljstvima, o usponima i padovima njihove zajednice, o patnjama oba društva, njihovoj ljutnji i usamljenosti. 

## Spoljašnje veze
- Woman Writers of Turkey Архивирано на веб-сајту  (8. јануар 2021)
- Biyografya beta
- Kalem agency Архивирано на веб-сајту  (3. децембар 2019)